# Kazimiera Bujwidowa
Kazimiera Bujwidowa, nascuda Klimontowicz (Varsòvia, 16 d'octubre de 1867 - Cracòvia, 8 d'octubre de 1932), fou una feminista i activista polonesa. Va lluitar en un entorn conservador per obtenir per a les dones el dret de vot i l'oportunitat d'estudiar, essent ella mateixa fundadora de la primera escola per a noies a Polònia.

## Biografia

### Infància
Filla única de Ludwika Szczęśniewska i Kasimierz Klimontowicz, formava part d'una família noble d'origen lituà; el seu naixement fora del matrimoni no va impedir que el seu pare li donés el seu nom i suport econòmic a ella i a la seva mare. Després de la mort de la mare va ser criada per la seva tia Karolina Petronela Klimontowicz.

### Escolarització
Des de 1876, Kazimiera va estudiar a Varsòvia, a l'internat per a noies Justyna Budzińska, on va obtenir un diploma per exercir com a mestra particular. Després de l'oposició de la seva tia perquè continués els estudis a l'estranger, i com que la Universitat de Varsòvia no admetia dones, Bujwidowa finalment s'inscrigué per a formar-se com a modista També fou durant un temps alumna de la universitat volant, a finals de la dècada de 1880, on estudià ciències biòlogiques. Rebé també classes de reforç d'Odo Bujwid, fill d'un amic del seu pare, amb qui establiria amistat i amb els anys esdevindria el seu marit.

### Període de Cracòvia
Casada el 1886 amb el bacteriòleg polonès Odo Bujwid, tingué sis fills, quatre noies i dos nois. El 1893, la família es traslladà a Cracòvia, on Bujwid havia obtingut una càtedra a la Universitat Jagel·lònica. Kazimiera Bujwidowa va treballar com a ajudant i tècnica de laboratori a l'Institut de Bacteriologia i Higiene que ell dirigia a la universitat, i acabaria dirigint l'administració del Departament de Fabricació de Sèrums i Vacunes fins a la seva mort.

## Activisme

### Defensa de l'educació de les dones
A la dècada de 1890, va participar en campanyes per reduir l'analfabetisme, promoure l'educació de les dones i establir sales de lectura per a joves, tant a Varsòvia com a Cracòvia.

El 1891 Bujwidowa presentà per mitjà de Jan Aleksander Karłowicz (perquè ella no podia participar en els debats) una moció al Congrés de metges i naturalistes de Lviv, perquè es permetés l'accés de les dones com a estudiants a l'educació superior, i va ser aprovada per una petita majoria. Presentà la mateixa moció al primer Congrés de pedagogs polonesos, el 1894, on assistia com a representant de Cracòvia.

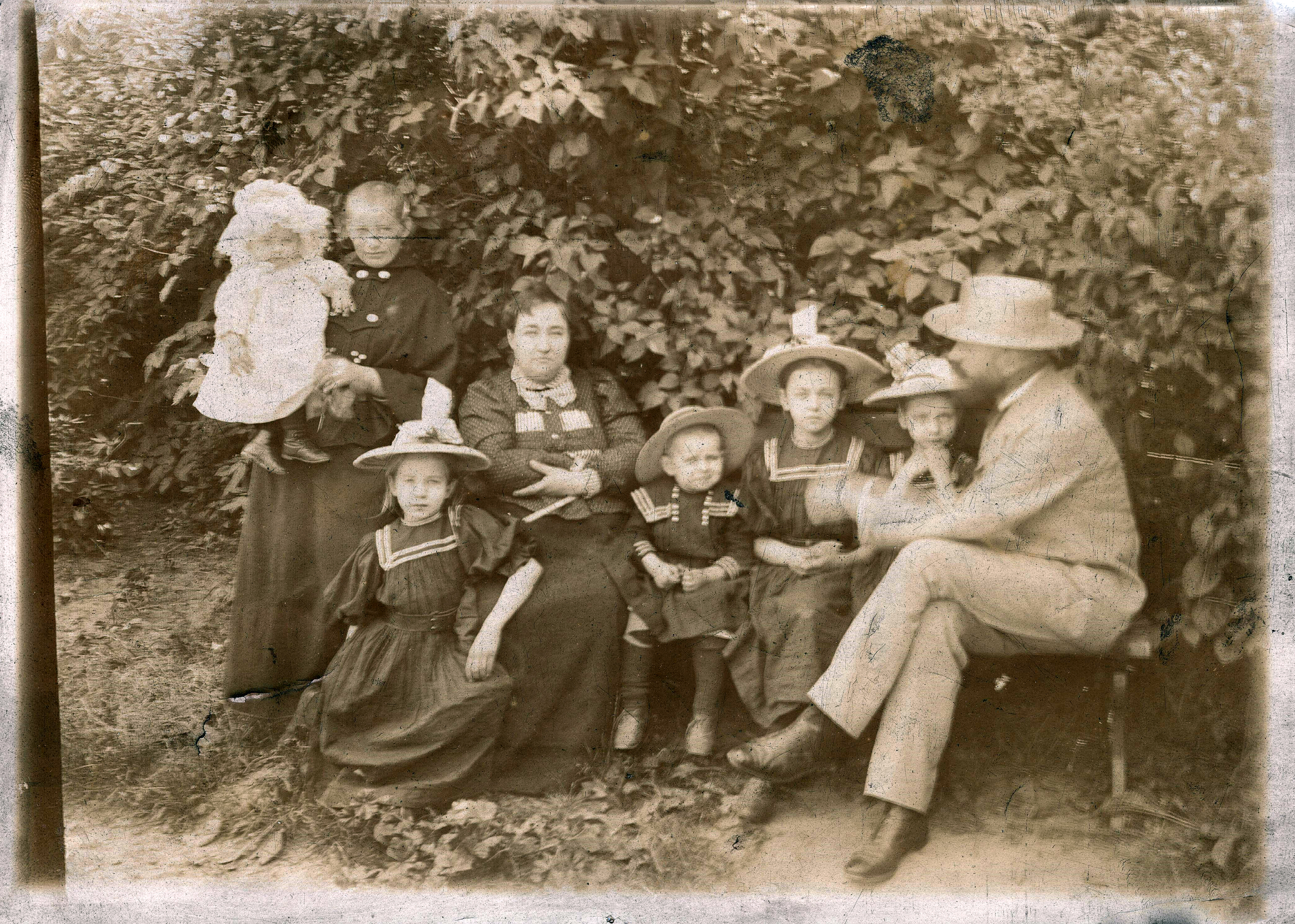
Kazimiera Bujwidowa amb el seu marit i els seus fills, cap al 1900.

Des de 1893 Bujwidowa s'implicà en la Societat d'escoles elementals (en polonès Towarzystwo Szkoły Ludowej o TSL), de la qual va esdevenir membre del consell d'administració entre 1899 i 1901.
El 1894 va llançar una campanya perquè les dones tinguessin accés a la universitat, i va gestionar les sol·licituds tant col·lectives com individuals de moltes dones a les universitats de Lviv i Cracòvia. Finalment, el 1897 i 98, aquestes dues universitats obriren els seus departaments de Filosofia i Medicina a les dones.
El 1895 fou una de les fundadores i presidí la Sala de lectura per a dones a Cracòvia. El 1903, en aquest marc, es creà una secció de defensa dels drets de la dona, de la qual ella seria la primera presidenta, i participà en campanyes electorals i trobades feministes. També defensa els drets dels infants i lluità també per la protecció dels fills il·legítims.
Contribuí a la fundació el 1896 de la primera escola secundària per a noies de Polònia a través de l'associació J.I. Kraszewski d'assistència científica per a dones poloneses. Aquest institut –de nom oficial Towarzystwo Szkoły Gimnazjalnej Żeńskiej– tenia un programa d'estudis idèntic al previst per als nois i permetia presentar-se en la prova d'accés i cursar els estudis superiors. L'escola obrí amb només 24 alumnes, però aquesta xifra augmentaria ràpidament fins a multiplicar-se per deu el curs 1908 -1909.
El 1900 va ser elegida membre del comitè gestor de l'escola per a adults analfabets del districte de Kleparz a Cracòvia. Formà part del consell de la Universitat Popular Adam Mickiewicz, una organització educativa que buscava millorar l'educació de masses.
Bujwidowa signà peticions demanant la plena igualtat entre homes i dones a la universitat: el 1904 per a la dieta de Galítsia i el 1910 per al Landtag de Viena. Considerava que una organització de dones només és realment progressista si en defensa l'emancipació política i educativa. Kazimiera Bujwidowa creia que tant l'escola com les mares tenen un paper crucial en la construcció d'una societat millor. Per a això, les dones s'han de formar en àmbits tan variats com la pedagogia, la psicologia i la higiene. El 1909, amb aquesta finalitat, va participar en el segon congrés de pedagogues poloneses, a Lviv, com a vicepresidenta de la secció d'educació de les noies.
També defensà l'educació mixta i gratuïta. Per a ella, l'educació comuna és un factor determinant d'entesa entre tots dos sexes i, per tant, de respecte dels drets de cadascú, que ha de conduir a la igualtat.

### Compromís amb el sufragi femení
El 1896 presidí una delegació enviada a la dieta de Galítsia per exigir el sufragi total de les dones a les eleccions; de fet estaven obligades a passar amb un home per votar, la qual cosa provocava un gran nombre d'abusos.
Ella se sumà el 1900 a Cracòvia al Comitè per a la Igualtat de Drets de les Dones Poloneses, i va establir contactes internacionals gràcies a la seva participació en el 5è congrés de l'Aliança internacional per al sufragi femení, que va tenir lloc a Londres el mateix any. Va contribuir a organitzar el 1r Congrés de Dones Poloneses a Varsòvia a l'octubre de 1905. I estigué present en aquest congrés cada any fins al 1917. Va ser allà on va forjar vincles amb feministes de les regions poloneses annexionades per Rússia.
El 1908 se celebraren les primeres eleccions al Parlament austríac que implicaren tot l'Imperi Austrohongarès, però les dones n'estaven excloses. En resposta, Bujwidowa i altres sufragistes es presentaren com a candidates a la Dieta de Galítsia. Ella participà el 1912 com a delegada per Galítsia en el 1r Congrés austríac sobre els drets electorals de la dona, que es va celebrar a Viena, i que va donar lloc a la fundació a Cracòvia de la Secció polonesa de la Unió austríaca per al sufragi femení. Va ser arran d'aquest congrés que va ser escollida per ser una de les delegades enviades al primer ministre austríac per reportar-li les resolucions del congrés. Malgrat les seves accions durant les eleccions, Bujwidowa no va pertànyer mai a cap partit polític.

### Ateisme
Bujwidowa es va declarar oficialment atea i va abandonar la religió catòlica a la dècada de 1890. Aquest posicionament, així com la seva associació amb cercles socialistes i feministes, van portar a l'ostracisme la família Bujwid. També s'oposà a incloure la religió en l'educació escolar. I el 1906 va finançar la publicació d'un manifest anticlerical del comitè de joventut de Cracòvia, Młodzież społeczeństwu (literalment "Joves a la societat").

### Activisme polític
Després de la revolució de 1905, juntament amb el seu marit, va acollir i ajudar els joves que fugien del Regne de Polònia (part russa de Polònia). I durant la Primera Guerra Mundial va instal·lar un hospital per als ferits de les legions poloneses. Després de la guerra, es va veure obligada a aturar les seves activitats militants a causa d'una malaltia crònica, però va continuar defensant les seves idees a través de l'escriptura.

### Col·laboracions en premsa
Escrigué per al diari Nowa Reforma entre1902 i 1907 i per a la revista feminista Ster entre els anys 1907 i 1911. De manera discontínua en la primera dècada del segle XX ha mantingut la seva pròpia columna sobre el moviment feminista a la revista Krytyka (Crítica).

## Reconeixement i memòria

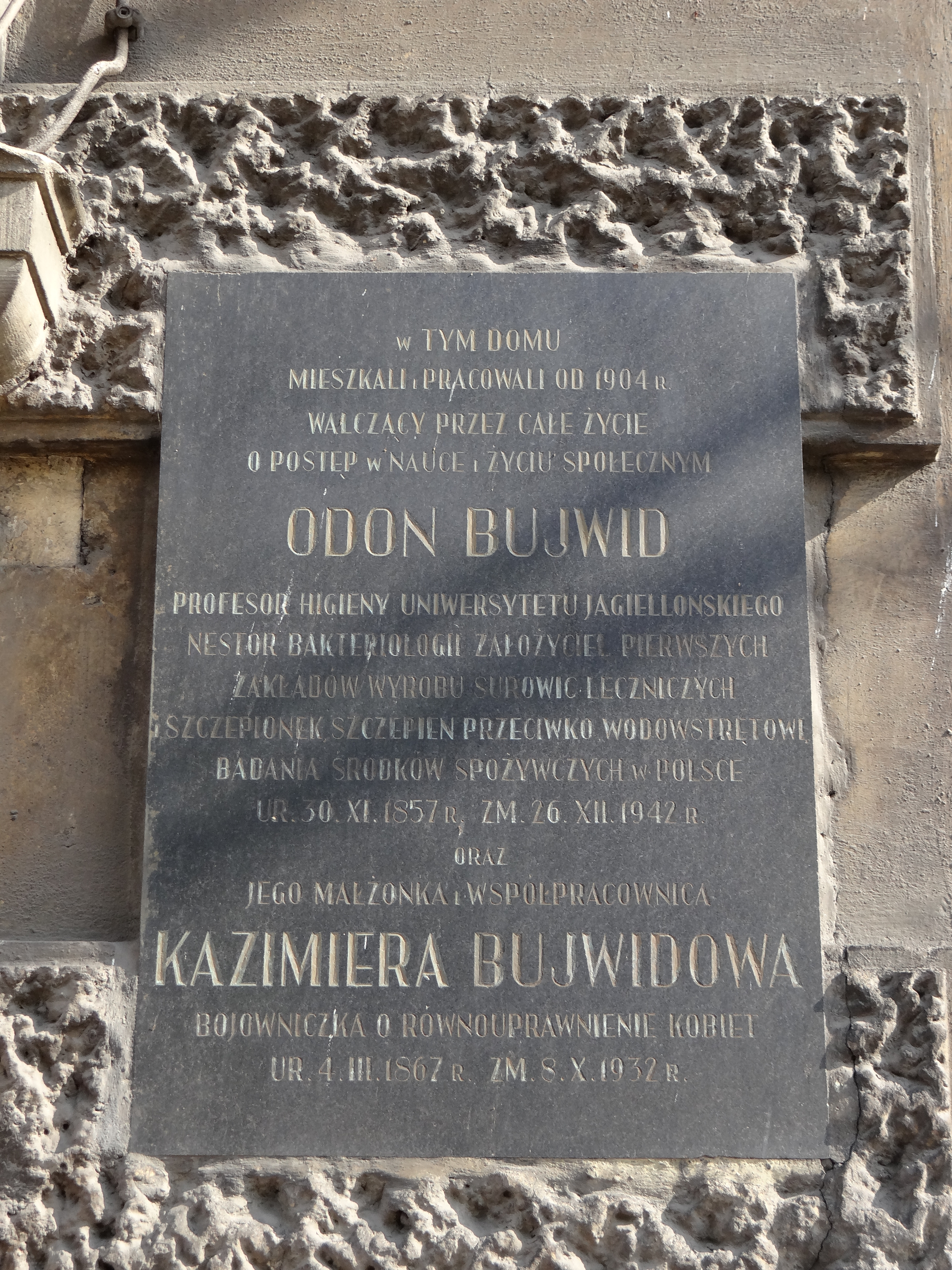
Placa en memòria de Kazimiera Bujwidowa i el seu marit, a la façana del carrer de Lubicz, 34, de Cracòvia

Un museu que porta el nom del seu marit ocupa des de 1964 l'antic edifici on vivia la família a Cracòvia. A la façana d'aquest edifici, al carrer de Lubicz, 34, de Cracòvia, hi ha col·locada una placa en memòria seva.

### Premi Kazimiera Bujwidowa
A finals de l'any 2021 l'Ajuntament de Cracòvia va decidir atorgar anualment el premi Kazimiera Bujwidowa a quatre dones de Cracòvia que hagin creat projectes innovadors. La finalitat del premi és «enfortir la representació de les dones en tots els àmbits de la vida pública, donar suport a les dones en les seves activitats i lluitar contra la discriminació de gènere».